# TransPromo
 (février 2015).
Si vous disposez d'ouvrages ou d'articles de référence ou si vous connaissez des sites web de qualité traitant du thème abordé ici, merci de compléter l'article en donnant les références utiles à sa vérifiabilité et en les liant à la section « Notes et références ».
Le néologisme « TransPromo » est construit à partir de « Transactional Document » et « Promotional Document », exprimant la fusion entre un document de gestion (transactionnel) et un document marketing (promotionnel).

## Description
Il ne s’agit pas d’un produit ou d’une technologie, mais d’un ensemble de bonnes pratiques dont l’objectif est de valoriser l'envoi d'un courrier de gestion, qui fait l’objet d’une obligation règlementaire ou contractuelle dans la relation entre un fournisseur et son client, avec un message marketing personnalisé pour le destinataire.
Le document de gestion, considéré comme couteux à produire et à acheminer quand il est diffusé sous forme papier, est un bon vecteur parce qu'il est lu, ce qui est moins souvent le cas pour les courriers marketing direct ou pour les encarts insérés dans les courriers de gestion.
Le TransPromo va au-delà du simple transfert du contenu d’un encart sur le document de gestion : le message marketing étant imprimé, il peut contenir un degré plus ou moins fort de personnalisation. Si l'idée d'insérer des messages marketing sur les documents de gestion est ancienne, elle connait un regain d'intérêt avec l'arrivée de l'impression en couleur (quadrichromie).
La mise en œuvre du TransPromo présuppose la maîtrise d'informations sur le profil du destinataire du document de gestion afin d'y associer des messages marketing pertinents et personnalisés, et ainsi dotés d'une légitimité pour apparaître sur un document de gestion.
En résumé, il est communément admis aujourd'hui que le « TransPromo » est l'association d'un document de gestion et de messages marketing personnalisés, la plupart du temps en couleur.
A priori plus coûteux à fabriquer, il se justifie souvent par les meilleurs taux de réponse marketing qu'il engendre (qualité de ciblage, impact, taux de lecture, durée de conservation).
Le « TransPromo » n'est pas nécessairement un document papier, le concept peut également être étendu aux documents numériques.
C’est actuellement l’offre des fournisseurs (d'imprimantes surtout, puis des prestataires d’éditique) qui tire la demande, dans un marché encore embryonnaire.
Les éditeurs de logiciels éditiques fournissent des solutions pour permettre d'intercepter les documents produits par les applications de gestion commerciale (ERP/PGI et autres) afin de les modifier en intégrant des messages promotionnels ciblés. En effet, la plupart des documents transactionnels liés à la relation client sont des factures, des relevés ou des bons de commande qui sortent sous forme de spools (cf. spooling) envoyés sur une imprimante, de fichiers d'édition ou de fichiers PDF.
Les logiciels éditiques interceptent ces flux de documents pour permettre une mise en forme conditionnelle (enrichissement, personnalisation, composition) avant l'impression ou le routage. De là à intégrer des messages promotionnels, le pas est vite franchi pour les concepteurs de ces logiciels.